# Victor Zvunka
Victor Zvunka (rumeno Victor Zvuncă; Le Ban-Saint-Martin, 15 novembre 1951) è un dirigente sportivo, allenatore di calcio ed ex calciatore francese di origini rumene, di ruolo difensore, direttore sportivo del Coton.

## Carriera

### Calciatore
Ultimo di tre fratelli anch'essi calciatori ed in seguito allenatori (il maggiore, Georges, giocò nel Metz per tredici anni allenandolo per una stagione, mentre l'altro, Jules, si affermerà sia come calciatore, sia come allenatore nell'Olympique Marsiglia), si formò nel Metz, squadra della sua città natale, con la quale esordì nel 1970. Passato all'Olympique Marsiglia nel 1973, in sostituzione del fratello Jules, appena ritiratosi, Zvunka vi giocò per otto anni durante i quali vinse un'edizione della Coppa di Francia e ottenne la sua prima ed unica convocazione in nazionale in occasione di un match contro l'Ungheria. Nel 1981, dopo aver totalizzato 254 presenze con il club marsigliese (divenendo il secondo giocatore non nato a Marsiglia ad aver totalizzato più presenze nella squadra), si trasferì allo Stade Lavallois dove giocò per due anni. Concluse la carriera nel RC France in cui giocò per altri due anni fino al ritiro, avvenuto nel corso del campionato 1984-1985.

### Allenatore
Subito dopo il ritiro, Zvunka assunse l'incarico di allenatore del RC France, allora giacente sul fondo della classifica. Pur non riuscendo a salvare la squadra, Zvunka fu confermato alla guida della squadra riportandola immediatamente in massima serie. A partire 1987, anno in cui abbandonò il Racing dopo aver conquistato la salvezza, Zvunka allenò il Valenciennes, il Chamois Niortais e il Tolosa per poi approdare, nel 1993, al Châteauroux allora sull'orlo della retrocessione in Championnat National. Nell'arco di quattro anni Zvunka guidò la squadra verso una doppia promozione che proiettò il club verso il suo esordio in massima serie, avvenuto nella stagione 1997-1998. Al termine di quella stessa stagione Zvunka abbandonò la squadra per allenare, negli anni successivi, squadre di seconda divisione del campionato francese (tra cui il Nizza, l'Amiens e, per un secondo periodo il Châteauroux) vincendo, al termine della stagione 2008-2009, la Coppa di Francia con il Guingamp, squadra di cui Zvunka prese le redini nel 2007. Il 1º giugno 2012 viene ingaggiato dal Nîmes, club neopromosso in Ligue 2, incarico da cui viene sollevato il 20 dicembre dell'anno seguente.

## Statistiche

### Presenze e reti nei club[1]
| Stagione            | Squadra             | Campionato          | Campionato | Campionato | Coppe nazionali | Coppe nazionali | Coppe nazionali | Altre coppe | Altre coppe | Altre coppe | Totale | Totale |
| Stagione            | Squadra             | Comp                | Pres       | Reti       | Comp            | Pres            | Reti            | Comp        | Pres        | Reti        | Pres   | Reti   |
| ------------------- | ------------------- | ------------------- | ---------- | ---------- | --------------- | --------------- | --------------- | ----------- | ----------- | ----------- | ------ | ------ |
| ...                 |                     |                     |            |            |                 |                 |                 |             |             |             |        |        |
| 1970-1971           | Metz                | D1                  | 9          | -          | -               | -               | -               | -           | -           | -           | 9      | -      |
| 1971-1972           | Metz                | D1                  | 5          | -          | -               | -               | -               | -           | -           | -           | 5      | -      |
| 1972-1973           | Metz                | D1                  | 29         | 1          | -               | -               | -               | -           | -           | -           | 29     | -      |
| Totale Metz         | Totale Metz         | Totale Metz         | 43         | 1          |                 |                 |                 |             |             |             | 43     | 1      |
| 1973-1974           | O. Marsiglia        | D1                  | 36         | -          | CF              | 1               | -               | CU          | 4           | -           | 41     | -      |
| 1974-1975           | O. Marsiglia        | D1                  | 38         | 1          | CF              | 7               | -               | -           | -           | -           | 45     | 1      |
| 1975-1976           | O. Marsiglia        | D1                  | 35         | 1          | CF              | 9               | -               | CU          | 2           | -           | 46     | 1      |
| 1976-1977           | O. Marsiglia        | D1                  | 29         | -          | CF              | 1               | -               | CCo         | 2           | -           | 32     |        |
| 1977-1978           | O. Marsiglia        | D1                  | 35         | 2          | CF              | 7               | -               | -           | -           | -           | 42     | 2      |
| 1978-1979           | O. Marsiglia        | D1                  | 36         | -          | CF              | 7               | -               | -           | -           | -           | 43     | -      |
| 1979-1980           | O. Marsiglia        | D1                  | 19         | -          | -               | -               | -               | -           | -           | -           | 19     | -      |
| 1980-1981           | O. Marsiglia        | D2                  | 26         | 2          | CF              | 1               | -               | -           | -           | -           | 27     | 2      |
| Totale O. Marsiglia | Totale O. Marsiglia | Totale O. Marsiglia | 254        | 6          |                 | 33              |                 |             | 8           |             | 287    | 6      |
| 1981-1982           | Laval               | D1                  | 37         | -          | -               | -               | -               | -           | -           | -           | 37     | -      |
| 1982-1983           | Laval               | D1                  | 38         | 1          | -               | -               | -               | -           | -           | -           | 38     | 1      |
| Totale Laval        | Totale Laval        | Totale Laval        | 75         | 1          |                 |                 |                 |             |             |             | 75     | 1      |
| 1983-1984           | RC Paris            | D2                  | 21         | 1          | -               | -               | -               | -           | -           | -           | 21     | 1      |
| 1984-1985           | RC Paris            | D1                  | 17         | -          | -               | -               | -               | -           | -           | -           | 17     | -      |
| Totale RC Paris     | Totale RC Paris     | Totale RC Paris     | 38         | 1          |                 |                 |                 |             |             |             | 38     |        |
| Totale carriera     | Totale carriera     | Totale carriera     | 410        | 10         |                 | 33              |                 |             | 8           |             | 443    | 10     |

### Cronologia presenze e reti in nazionale
| Cronologia completa delle presenze e delle reti in nazionale ― Francia | Cronologia completa delle presenze e delle reti in nazionale ― Francia | Cronologia completa delle presenze e delle reti in nazionale ― Francia | Cronologia completa delle presenze e delle reti in nazionale ― Francia | Cronologia completa delle presenze e delle reti in nazionale ― Francia | Cronologia completa delle presenze e delle reti in nazionale ― Francia | Cronologia completa delle presenze e delle reti in nazionale ― Francia | Cronologia completa delle presenze e delle reti in nazionale ― Francia |
| Data                                                                   | Città                                                                  | In casa                                                                | Risultato                                                              | Ospiti                                                                 | Competizione                                                           | Reti                                                                   | Note                                                                   |
| ---------------------------------------------------------------------- | ---------------------------------------------------------------------- | ---------------------------------------------------------------------- | ---------------------------------------------------------------------- | ---------------------------------------------------------------------- | ---------------------------------------------------------------------- | ---------------------------------------------------------------------- | ---------------------------------------------------------------------- |
| 26-3-1975                                                              | Parigi                                                                 | Francia                                                                | 2 – 0                                                                  | Ungheria                                                               | Amichevole                                                             | -                                                                      |                                                                        |
| Totale                                                                 |                                                                        | Presenze                                                               | 1                                                                      |                                                                        | Reti                                                                   | 0                                                                      |                                                                        |

## Palmarès

### Calciatore
- Coppa di Francia: 1

1975-1976

### Allenatore
- Campionato francese di seconda divisione: 1

1996-1997
- Coppa di Francia: 1

Guingamp: 2008-2009